# Унион Ла-Калера
«Унио́н Ла-Кале́ра» (исп. Club Deportivo Unión La Calera) — чилийский футбольный клуб из города Ла-Калера. В настоящий момент выступает в Примере, сильнейшем дивизионе страны.

## История
Команда была основана 26 января 1954 года, путём слияния клубов «Тифон», «Минас Навио», «Кондор», «Цементо Мелон» и «Калера Комерцион». В 1962 году дебютировал в «Примере», сильнейшем чилийском дивизионе, в которой без особых успехов выступал на протяжении 13 сезонов. В 1974 году «Унион Ла-Калера» вылетел в «Примеру B», за последующие 36 лет, клубу лишь раз удалось подняться в Примеру, но лишь на один сезон. В 2010 году «Унион Ла-Калера» заняла второе место в «Примере B» и в 2011 году, вновь после длительного перерыва стал играть в высшем дивизионе.
По итогам чемпионата Чили 2020 «Унион Ла-Калера» заняла второе место, что стало высшим достижением в истории клуба.
Домашние матчи клуб проводит на стадионе «Николас Чахуан», вмещающем 15 000 зрителей, стадион назван в честь одного из основателей клуба, который внёс большой вклад в его становление.

## Достижения
- Вице-чемпион Чили (1): 2020
- Победитель Второго дивизиона / Примеры B (3): 1961, 1984, Трансисьон 2017
- Победитель Третьего дивизиона (2): 1990, 2000

## Сезоны по дивизионам
- Примера (25): 1962—1974, 1985, 2011—2016, 2018—н. в.
- Примера B (39): 1954—1961, 1975—1984, 1986—1989, 1991—1995, 2001—2010, 2016/17—2017
- Третий дивизион (6): 1990, 1996—2000